# Hipoxemia
La hipoxemia es una disminución anormal de la presión parcial de oxígeno en la sangre arterial por debajo de 60 mmHg. También se puede definir como una saturación de oxígeno menor de 90,7 %. No debe confundirse con la hipoxia, que es una disminución de la difusión de oxígeno en los tejidos y en las células.

## Causas
Las causas de la hipoxemia se clasifican comúnmente en cinco grupos:
1. Disminución de la PIO2 (presión inspirada de oxígeno). Es dependiente de la presión atmosférica y el contenido de oxígeno en el aire respirado (fracción inspirada de oxígeno).
2. Hipoventilación. Es una respiración deficiente por ser muy superficial o muy lenta, causando deficiencia de la función pulmonar y siempre provoca un aumento de la presión parcial de CO2.[3] Puede ocurrir con pulmones sanos, como es el caso de obstrucción por cuerpo extraño, debilidad muscular, etc. La característica principal de una hipoventilación no es la hipoxemia, sino la resultante acidosis respiratoria causada por el incremento en la presión parcial de CO2.
3. Difusión inadecuada de oxígeno a través del alvéolo, fundamentada en la ley de Fick.
4. Desbalance de la ventilación-perfusión, muy frecuente en personas con enfermedad pulmonar e insuficiencia respiratoria.
5. Cortocircuito "derecha-izquierda" o shunt. Ocurre cuando hay transferencia de sangre desoxigenada venosa a la arterial oxigenada sin pasar por el intercambio gaseoso alveolar.[4] Es la única hipoxemia que no puede ser corregida con la administración de oxígeno al 100 %.

## Efectos
La baja concentración de oxígeno en la sangre se traduce en una deficiente liberación de oxígeno en los tejidos y dependiendo de los órganos involucrados, la hipoxia resultante puede causar:
- Sistema nervioso central: bajo rendimiento mental, incluyendo la memoria y la habilidad de resolver problemas mentales, como la matemática. El permanecer, por ejemplo a 5000 m s. n. m. (metros sobre el nivel del mar) durante una hora reduce en un 50 % el rendimiento mental.[5] También pueden ocurrir alteraciones de la personalidad y trastornos de la conciencia.
- Sistema respiratorio: los receptores carotídeos y aórticos estimulan, como consecuencia de una disminución de la concentración de oxígeno en sangre, la hiperventilación y al aumentar la frecuencia respiratoria se incrementa el oxígeno sanguíneo.